# Lodewijk II van Bourbon

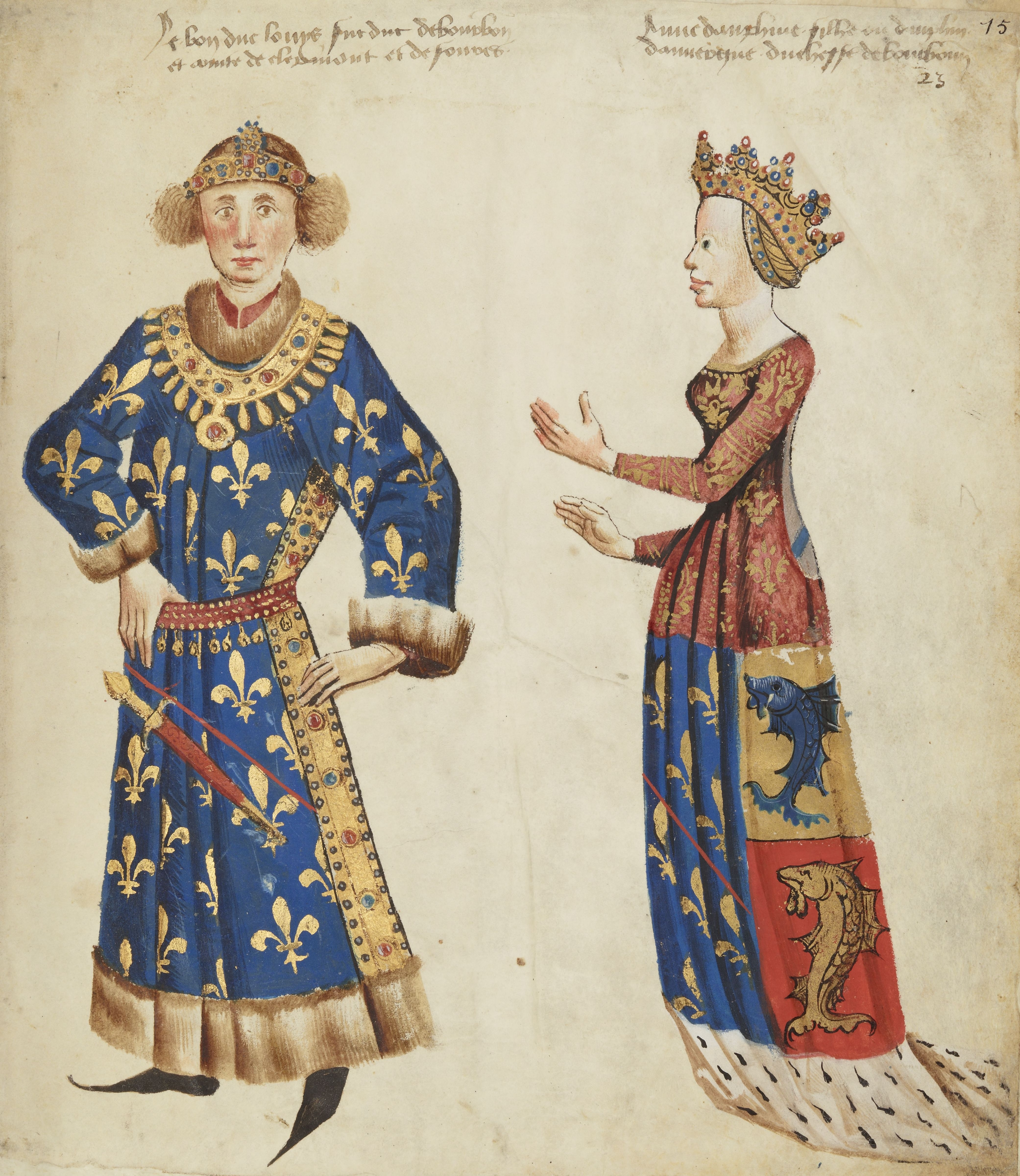
Lodewijk II van Bourbon en zijn vrouw Anna van Auvergne (voorstelling in een handschrift uit de 15e eeuw).

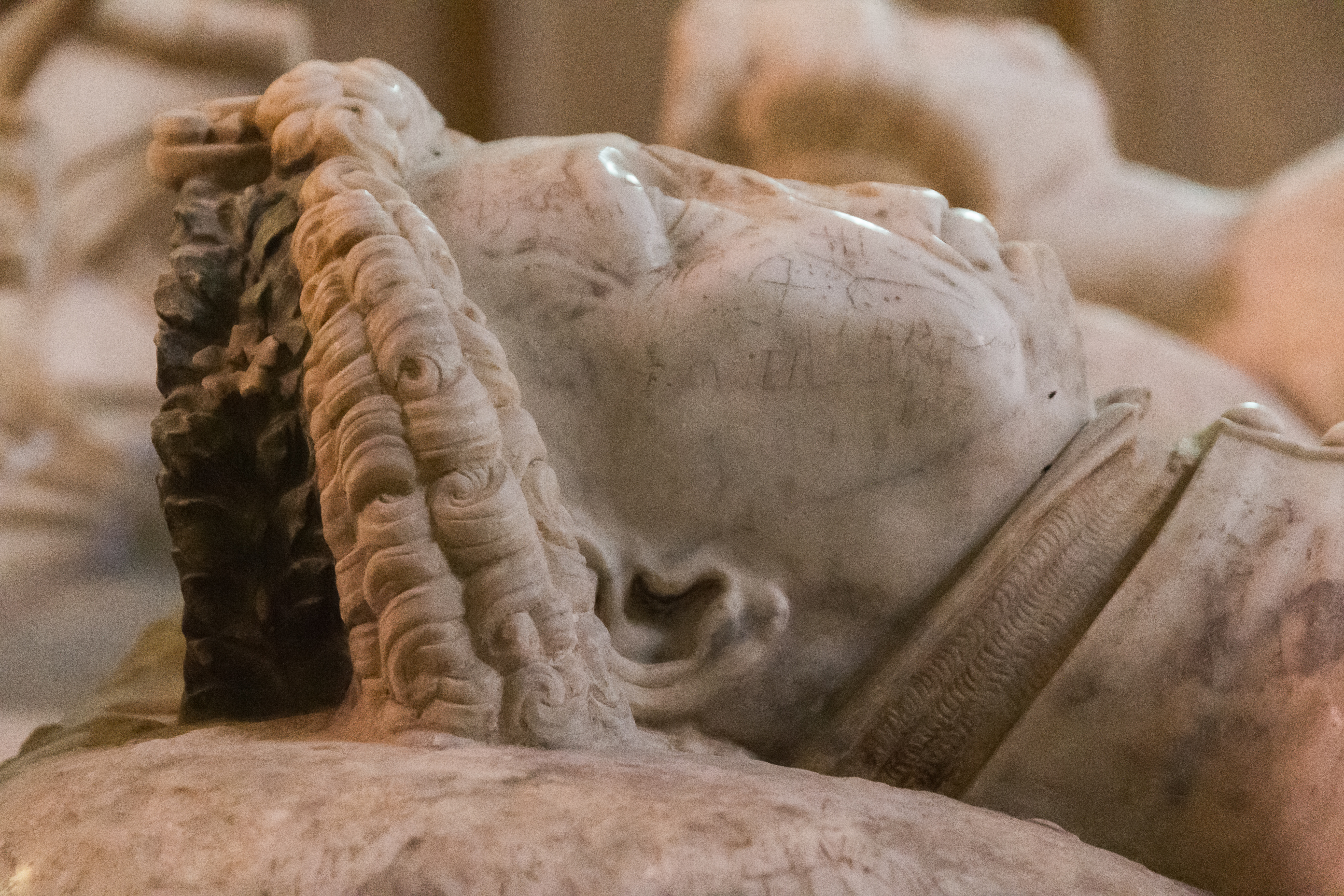
Detail van zijn graf in de kerk van de Priorij van Souvigny

Lodewijk II van Bourbon (4 augustus 1337 – Montluçon, 19 augustus 1410), was sinds 1356 hertog van Bourbon, sinds 1371 heer van Mercœur en tevens, door zijn huwelijk, graaf van Forez. In 1400 kende de koning hem de heerlijkheid Beaujeu toe. Hij was de zoon van hertog van Peter I van Bourbon en Isabella van Valois. Hij kreeg de bijnaam "goede hertog", Bon Duc, en werd door zijn tijdgenoten beschouwd als het voorbeeld van de ideale vorst.

## Leven
Lodewijk II begon zijn militaire loopbaan in 1359 met de verdediging van Reims tegen koning Eduard III van Engeland. Een weinig later was hij een van de gijzelaars die in plaats van koning Jan II de Goede naar het  Engelse hof werden gebracht. Jan II was in de Slag bij Maupertuis, waarin Lodewijk sneuvelde, door de Engelsen gevangen genomen. Lodewijk kwam pas in 1369 weer vrij en ondersteunde daarna koning Karel V van Frankrijk in de verovering van de door Engelsen bezette gebieden. Op aanwijzing van de koning en Bertrand du Guesclin ging hij geen open veldslagen aan, maar voerde hij een soort van guerrillaoorlog, waardoor hij er tussen 1369 en 1374 in slaagde meer dan dertig versterkte plaatsen tussen de Limousin en Bretagne, en Guyenne te kunnen bezetten.
Een in 1374 gesloten vredesverdrag tussen Frankrijk en Engeland verschafte hem de mogelijkheid, huurlingenbendes uit zijn graafschap te verjagen. Aansluitend ging hij naar het Iberische Schiereiland, om er tegen de Moren te strijden, maar keerde naar Frankrijk terug toen koning Hendrik II van Castilië hem wou inzetten om Portugal aan te vallen. In 1378 zond de koning naar Normandie in de strijd tegen Karel II van Navarra, van wie hij daarbij het merendeel van diens grondgebied kon ontnemen. Na de dood van Karel V behoorde Lodewijk tot de regentschapsraad voor koning Karel VI, voor wie hij rond 1382 in de Slag bij Westrozebeke tegen de Vlamingen en in 1387/1388 met Du Guesclin tegen Jan van Gent, hertog van Lancaster, in Castilië vocht.
Op vraag van de republiek Genua ondernam Lodewijk als aanvoerder van een Frans ridderleger van 1389 tot 1390 een veldtocht tegen de Moren in Tunis, die door de pauselijke curie in Avignon tot kruistocht werd uitgeroepen (Kruistocht tegen Mahdia). Met 100 Genuese galeien brak hij vanuit Marseille op en landde zonder slag of stoot op het strand van Mahdia, dat zowel vanop land als zee werd belegerd. Hoewel het de Kruisvaarders gelukte elke uitval van de belegerden en ontzettingspoging van de Moren af te weren, lukte het hen niet de stad in te nemen en dit vooral wegens een ontoereikende voorbereiding voor een lange belegering. Nadat het leger door gebrek aan bevoorrading en ziekte in toenemende mate was verzwakt, stemde Lodewijk met tegenzin ermee in vrede te sluiten met de verdedigers van de stad. Er werd een wapenstilstand van tien jaar, tribuutbetalingen van Mahdia aan Genua, alsook een onkostenvergoeding voor Lodewijk overeengekomen. Na enige schermutselingen tegen Sardinische steden bereikte het Kruisvaartleger in oktober 1390 Genua. Een weinig later keerde Lodewijk naar Frankrijk terug, waar hij ondanks het feit dat hij deel uitmaakte van de regentschapsraad de anarchie, die zich op grond van de geestelijk instabiele toestand van de koning in het land uitbreidde, niet kon verhinderen. Hij zou hertog Lodewijk van Orléans actief ondersteunen tegen hertog Jan zonder Vrees van Bourgondië, maar werd door deze laatste na de moord op de hertog van Orléans in 1407 in verregaande mate van het politieke toneel verdrongen.
Terug aan het hof in november 1408, toen men vreesde dat Jan zonder Vrees zou optrekken naar Parijs om de macht te grijpen, organiseerde Lodewijk van Bourbon de "ontvoering" van de koning, leidde hem tot buiten de hoofdstad en bracht hem in veiligheid te Tours.
Daar de burgeroorlog hem afkeer inboezemde, weigerde de oude hertog van Bourbon in het beging toe te treden tot de in april 1410 opgerichte Liga van Gien, waaruit de partij van de Armagnacs ontstond. Zijn zoon, de graaf van Clermont, die zich bij deze had aangesloten, werd hier door zijn vader enorm hard voor berispt.
Aan het begin van de zomer besloot hij uiteindelijk zich bij de prinsen van Orléans aan te sluiten in hun strijd tegen Jan zonder Vrees, maar stierf onderweg op 19 augustus 1410 op drieënzeventigjarige leeftijd. Hij werd als eerste hertog van Bourbon begraven in de necropool in de kerk van de Priorij van Souvigny. Hij werd beschouwd als eerste stichter van de staat van Bourbon, dewelke hij van een machtige toekomst had voorzien.
Lodewijk had naar aanleiding van het einde van zijn gijzelaarschap in Engeland in 1369 de "Orde van het Gouden Schild" gesticht, dat maar van korte duur zou zijn.
Het leven van hertog Lodewijk II van Bourbon werd door zijn biograaf Jean Cabaret d’Orville in diens Chronique du bon duc Loys de Bourbon vastgelegd.

## Huwelijk en nakomelingen
Lodewijk II trouwde in 1371 met Anna van Auvergne (1358 - 1417), gravin van Forez, dochter en erfgename van Béraud II, dauphin van Auvergne, en Johanna van Forez. Hun kinderen waren:
- Catherine (1378-), jong gestorven
- Jan I van Bourbon (1381 - 1434), hertog van Bourbon
- Isabella (1384 - na 1451)
- Lodewijk (1388 - 1404), heer van Beaujolais

Daarnaast had hij meerdere buitenechtelijke kinderen:
- Hector, heer van Dampierre-en-Champagne (1391 - 1414)
- Perceval (1402 - 1415)
- Peter, ridder
- Jacob, monnik
- Jan, heer van Tanry

## Kwartierstaat (voorouders)
| Robert van Clermont (1256-1317)     | Robert van Clermont (1256-1317)     | Robert van Clermont (1256-1317)     | Robert van Clermont (1256-1317)     | Robert van Clermont (1256-1317)     | Robert van Clermont (1256-1317)     | Beatrix van Bourbon (1257-1310)    | Beatrix van Bourbon (1257-1310)    | Beatrix van Bourbon (1257-1310)    | Beatrix van Bourbon (1257-1310)    | Beatrix van Bourbon (1257-1310) | Beatrix van Bourbon (1257-1310) |                                 |                                 | Jan II van Avesnes (1247-1304)  | Jan II van Avesnes (1247-1304)  | Jan II van Avesnes (1247-1304)  | Jan II van Avesnes (1247-1304)  | Jan II van Avesnes (1247-1304)  | Jan II van Avesnes (1247-1304)  | Filippa van Luxemburg (1252-1311) | Filippa van Luxemburg (1252-1311) | Filippa van Luxemburg (1252-1311) | Filippa van Luxemburg (1252-1311) | Filippa van Luxemburg (1252-1311) | Filippa van Luxemburg (1252-1311) |                               |                               | Filips III van Frankrijk (1245-1285) | Filips III van Frankrijk (1245-1285) | Filips III van Frankrijk (1245-1285) | Filips III van Frankrijk (1245-1285) | Filips III van Frankrijk (1245-1285) | Filips III van Frankrijk (1245-1285) | Isabella van Aragón (1247-1271)   | Isabella van Aragón (1247-1271)   | Isabella van Aragón (1247-1271)   | Isabella van Aragón (1247-1271)   | Isabella van Aragón (1247-1271) | Isabella van Aragón (1247-1271) |                                    |                                    | Gwijde IV van Saint-Pol (overleden in 1317) | Gwijde IV van Saint-Pol (overleden in 1317) | Gwijde IV van Saint-Pol (overleden in 1317) | Gwijde IV van Saint-Pol (overleden in 1317) | Gwijde IV van Saint-Pol (overleden in 1317) | Gwijde IV van Saint-Pol (overleden in 1317) | Marie van Bretagne (1268-1339)     | Marie van Bretagne (1268-1339)     | Marie van Bretagne (1268-1339) | Marie van Bretagne (1268-1339) | Marie van Bretagne (1268-1339) | Marie van Bretagne (1268-1339) |  |  |  |  |  |  |  |  |  |  |  |  |  |  |  |  |  |  |  |  |  |  |  |  |  |  |  |  |  |  |  |  |  |  |  |  |  |  |  |  |  |  |  |  |  |  |  |  |
| Robert van Clermont (1256-1317)     | Robert van Clermont (1256-1317)     | Robert van Clermont (1256-1317)     | Robert van Clermont (1256-1317)     | Robert van Clermont (1256-1317)     | Robert van Clermont (1256-1317)     | Beatrix van Bourbon (1257-1310)    | Beatrix van Bourbon (1257-1310)    | Beatrix van Bourbon (1257-1310)    | Beatrix van Bourbon (1257-1310)    | Beatrix van Bourbon (1257-1310) | Beatrix van Bourbon (1257-1310) |                                 |                                 | Jan II van Avesnes (1247-1304)  | Jan II van Avesnes (1247-1304)  | Jan II van Avesnes (1247-1304)  | Jan II van Avesnes (1247-1304)  | Jan II van Avesnes (1247-1304)  | Jan II van Avesnes (1247-1304)  | Filippa van Luxemburg (1252-1311) | Filippa van Luxemburg (1252-1311) | Filippa van Luxemburg (1252-1311) | Filippa van Luxemburg (1252-1311) | Filippa van Luxemburg (1252-1311) | Filippa van Luxemburg (1252-1311) |                               |                               | Filips III van Frankrijk (1245-1285) | Filips III van Frankrijk (1245-1285) | Filips III van Frankrijk (1245-1285) | Filips III van Frankrijk (1245-1285) | Filips III van Frankrijk (1245-1285) | Filips III van Frankrijk (1245-1285) | Isabella van Aragón (1247-1271)   | Isabella van Aragón (1247-1271)   | Isabella van Aragón (1247-1271)   | Isabella van Aragón (1247-1271)   | Isabella van Aragón (1247-1271) | Isabella van Aragón (1247-1271) |                                    |                                    | Gwijde IV van Saint-Pol (overleden in 1317) | Gwijde IV van Saint-Pol (overleden in 1317) | Gwijde IV van Saint-Pol (overleden in 1317) | Gwijde IV van Saint-Pol (overleden in 1317) | Gwijde IV van Saint-Pol (overleden in 1317) | Gwijde IV van Saint-Pol (overleden in 1317) | Marie van Bretagne (1268-1339)     | Marie van Bretagne (1268-1339)     | Marie van Bretagne (1268-1339) | Marie van Bretagne (1268-1339) | Marie van Bretagne (1268-1339) | Marie van Bretagne (1268-1339) |  |  |  |  |  |  |  |  |  |  |  |  |  |  |  |  |  |  |  |  |  |  |  |  |  |  |  |  |  |  |  |  |  |  |  |  |  |  |  |  |  |  |  |  |  |  |  |  |
|                                     |                                     |                                     |                                     |                                     |                                     |                                    |                                    |                                    |                                    |                                 |                                 |                                 |                                 |                                 |                                 |                                 |                                 |                                 |                                 |                                   |                                   |                                   |                                   |                                   |                                   |                               |                               |                                      |                                      |                                      |                                      |                                      |                                      |                                   |                                   |                                   |                                   |                                 |                                 |                                    |                                    |                                             |                                             |                                             |                                             |                                             |                                             |                                    |                                    |                                |                                |                                |                                |  |  |  |  |  |  |  |  |  |  |  |  |  |  |  |  |  |  |  |  |  |  |  |  |  |  |  |  |  |  |  |  |  |  |  |  |  |  |  |  |  |  |  |  |  |  |  |  |
|                                     |                                     |                                     |                                     | Lodewijk I van Bourbon (1279-1341)  | Lodewijk I van Bourbon (1279-1341)  | Lodewijk I van Bourbon (1279-1341) | Lodewijk I van Bourbon (1279-1341) | Lodewijk I van Bourbon (1279-1341) | Lodewijk I van Bourbon (1279-1341) |                                 |                                 |                                 |                                 |                                 |                                 | Maria van Avesnes (1280–1354)   | Maria van Avesnes (1280–1354)   | Maria van Avesnes (1280–1354)   | Maria van Avesnes (1280–1354)   | Maria van Avesnes (1280–1354)     | Maria van Avesnes (1280–1354)     |                                   |                                   |                                   |                                   |                               |                               |                                      |                                      |                                      |                                      | Karel van Valois (1270-1325)         | Karel van Valois (1270-1325)         | Karel van Valois (1270-1325)      | Karel van Valois (1270-1325)      | Karel van Valois (1270-1325)      | Karel van Valois (1270-1325)      |                                 |                                 |                                    |                                    |                                             |                                             | Mathilde van Châtillon (1293-1359)          | Mathilde van Châtillon (1293-1359)          | Mathilde van Châtillon (1293-1359)          | Mathilde van Châtillon (1293-1359)          | Mathilde van Châtillon (1293-1359) | Mathilde van Châtillon (1293-1359) |                                |                                |                                |                                |  |  |  |  |  |  |  |  |  |  |  |  |  |  |  |  |  |  |  |  |  |  |  |  |  |  |  |  |  |  |  |  |  |  |  |  |  |  |  |  |  |  |  |  |  |  |  |  |
|                                     |                                     |                                     |                                     | Lodewijk I van Bourbon (1279-1341)  | Lodewijk I van Bourbon (1279-1341)  | Lodewijk I van Bourbon (1279-1341) | Lodewijk I van Bourbon (1279-1341) | Lodewijk I van Bourbon (1279-1341) | Lodewijk I van Bourbon (1279-1341) |                                 |                                 |                                 |                                 |                                 |                                 | Maria van Avesnes (1280–1354)   | Maria van Avesnes (1280–1354)   | Maria van Avesnes (1280–1354)   | Maria van Avesnes (1280–1354)   | Maria van Avesnes (1280–1354)     | Maria van Avesnes (1280–1354)     |                                   |                                   |                                   |                                   |                               |                               |                                      |                                      |                                      |                                      | Karel van Valois (1270-1325)         | Karel van Valois (1270-1325)         | Karel van Valois (1270-1325)      | Karel van Valois (1270-1325)      | Karel van Valois (1270-1325)      | Karel van Valois (1270-1325)      |                                 |                                 |                                    |                                    |                                             |                                             | Mathilde van Châtillon (1293-1359)          | Mathilde van Châtillon (1293-1359)          | Mathilde van Châtillon (1293-1359)          | Mathilde van Châtillon (1293-1359)          | Mathilde van Châtillon (1293-1359) | Mathilde van Châtillon (1293-1359) |                                |                                |                                |                                |  |  |  |  |  |  |  |  |  |  |  |  |  |  |  |  |  |  |  |  |  |  |  |  |  |  |  |  |  |  |  |  |  |  |  |  |  |  |  |  |  |  |  |  |  |  |  |  |
|                                     |                                     |                                     |                                     |                                     |                                     |                                    |                                    |                                    |                                    | Peter I van Bourbon (1311-1356) | Peter I van Bourbon (1311-1356) | Peter I van Bourbon (1311-1356) | Peter I van Bourbon (1311-1356) | Peter I van Bourbon (1311-1356) | Peter I van Bourbon (1311-1356) |                                 |                                 |                                 |                                 |                                   |                                   |                                   |                                   |                                   |                                   |                               |                               |                                      |                                      |                                      |                                      |                                      |                                      |                                   |                                   |                                   |                                   | Isabella van Valois (1313-1383) | Isabella van Valois (1313-1383) | Isabella van Valois (1313-1383)    | Isabella van Valois (1313-1383)    | Isabella van Valois (1313-1383)             | Isabella van Valois (1313-1383)             |                                             |                                             |                                             |                                             |                                    |                                    |                                |                                |                                |                                |  |  |  |  |  |  |  |  |  |  |  |  |  |  |  |  |  |  |  |  |  |  |  |  |  |  |  |  |  |  |  |  |  |  |  |  |  |  |  |  |  |  |  |  |  |  |  |  |
|                                     |                                     |                                     |                                     |                                     |                                     |                                    |                                    |                                    |                                    | Peter I van Bourbon (1311-1356) | Peter I van Bourbon (1311-1356) | Peter I van Bourbon (1311-1356) | Peter I van Bourbon (1311-1356) | Peter I van Bourbon (1311-1356) | Peter I van Bourbon (1311-1356) |                                 |                                 |                                 |                                 |                                   |                                   |                                   |                                   |                                   |                                   |                               |                               |                                      |                                      |                                      |                                      |                                      |                                      |                                   |                                   |                                   |                                   | Isabella van Valois (1313-1383) | Isabella van Valois (1313-1383) | Isabella van Valois (1313-1383)    | Isabella van Valois (1313-1383)    | Isabella van Valois (1313-1383)             | Isabella van Valois (1313-1383)             |                                             |                                             |                                             |                                             |                                    |                                    |                                |                                |                                |                                |  |  |  |  |  |  |  |  |  |  |  |  |  |  |  |  |  |  |  |  |  |  |  |  |  |  |  |  |  |  |  |  |  |  |  |  |  |  |  |  |  |  |  |  |  |  |  |  |
|                                     |                                     |                                     |                                     |                                     |                                     |                                    |                                    |                                    |                                    |                                 |                                 |                                 |                                 |                                 |                                 |                                 |                                 |                                 |                                 |                                   |                                   |                                   |                                   |                                   |                                   |                               |                               |                                      |                                      |                                      |                                      |                                      |                                      |                                   |                                   |                                   |                                   |                                 |                                 |                                    |                                    |                                             |                                             |                                             |                                             |                                             |                                             |                                    |                                    |                                |                                |                                |                                |  |  |  |  |  |  |  |  |  |  |  |  |  |  |  |  |  |  |  |  |  |  |  |  |  |  |  |  |  |  |  |  |  |  |  |  |  |  |  |  |  |  |  |  |  |  |  |  |
|                                     |                                     |                                     |                                     |                                     |                                     |                                    |                                    |                                    |                                    |                                 |                                 |                                 |                                 |                                 |                                 |                                 |                                 |                                 |                                 |                                   |                                   |                                   |                                   |                                   |                                   |                               |                               |                                      |                                      |                                      |                                      |                                      |                                      |                                   |                                   |                                   |                                   |                                 |                                 |                                    |                                    |                                             |                                             |                                             |                                             |                                             |                                             |                                    |                                    |                                |                                |                                |                                |  |  |  |  |  |  |  |  |  |  |  |  |  |  |  |  |  |  |  |  |  |  |  |  |  |  |  |  |  |  |  |  |  |  |  |  |  |  |  |  |  |  |  |  |  |  |  |  |
| Lodewijk II van Bourbon (1337-1410) | Lodewijk II van Bourbon (1337-1410) | Lodewijk II van Bourbon (1337-1410) | Lodewijk II van Bourbon (1337-1410) | Lodewijk II van Bourbon (1337-1410) | Lodewijk II van Bourbon (1337-1410) |                                    |                                    | Johanna van Bourbon (1338-1378)    | Johanna van Bourbon (1338-1378)    | Johanna van Bourbon (1338-1378) | Johanna van Bourbon (1338-1378) | Johanna van Bourbon (1338-1378) | Johanna van Bourbon (1338-1378) |                                 |                                 | Blanche van Bourbon (1339-1361) | Blanche van Bourbon (1339-1361) | Blanche van Bourbon (1339-1361) | Blanche van Bourbon (1339-1361) | Blanche van Bourbon (1339-1361)   | Blanche van Bourbon (1339-1361)   |                                   |                                   | Bonne van Bourbon (1341-1402)     | Bonne van Bourbon (1341-1402)     | Bonne van Bourbon (1341-1402) | Bonne van Bourbon (1341-1402) | Bonne van Bourbon (1341-1402)        | Bonne van Bourbon (1341-1402)        |                                      |                                      | Catharina van Bourbon (1342-1427)    | Catharina van Bourbon (1342-1427)    | Catharina van Bourbon (1342-1427) | Catharina van Bourbon (1342-1427) | Catharina van Bourbon (1342-1427) | Catharina van Bourbon (1342-1427) |                                 |                                 | Margaretha van Bourbon (1344-1416) | Margaretha van Bourbon (1344-1416) | Margaretha van Bourbon (1344-1416)          | Margaretha van Bourbon (1344-1416)          | Margaretha van Bourbon (1344-1416)          | Margaretha van Bourbon (1344-1416)          |                                             |                                             | Maria van Bourbon (1347-1401)      | Maria van Bourbon (1347-1401)      | Maria van Bourbon (1347-1401)  | Maria van Bourbon (1347-1401)  | Maria van Bourbon (1347-1401)  | Maria van Bourbon (1347-1401)  |  |  |  |  |  |  |  |  |  |  |  |  |  |  |  |  |  |  |  |  |  |  |  |  |  |  |  |  |  |  |  |  |  |  |  |  |  |  |  |  |  |  |  |  |  |  |  |  |